# 溫斯洛號驅逐艦 (DD-53)
溫斯洛號驅逐艦（舷號DD-53）是一艘隸屬於美國海軍的驅逐艦，為奧拜恩級驅逐艦的三號艦。她是美軍第二艘以溫斯洛為名的軍艦，以紀念美國內戰時期的海軍少將約翰·溫斯洛（John Ancrum Winslow）。
溫斯洛號在1913年於克雷普父子造船廠開始建造，在1914年下水，於1915年服役，其時第一次世界大戰已經爆發。接著溫斯洛號主要留在大西洋訓練及作中立巡航。美國參戰後，奧拜恩號被派往法國及愛爾蘭海域，掩護協約國船隻。期間溫斯洛號曾與德國潛艇U-60號、U-61、U-62號及U-82號交戰。戰後溫斯洛號留在加勒比海巡航，在1922年退役，並在1935年除籍，按倫敦海軍條約出售拆解。